# Anneville-sur-Mer

Anneville-sur-Mer este o comună în departamentul Manche, Franța. În 1 ianuarie 2018 avea o populație de 239 de locuitori.